# Husice
Husice je český název pro několik rodů ptáků z čeledi kachnovitých. Husice je také český název pro tribus Tadornini, který zahrnuje rody Tadorna, Chloephaga a Alopochen.

## Druhy
- rod Alopochen
  - husice nilská – Alopochen aegyptiaca (Linnaeus, 1766)
  - †husice mauricijská – Alopochen mauritiana (Newton & Gadow, 1893)
- rod Cyanochen
  - husice modrokřídlá – Cyanochen cyanoptera (Rüppell, 1845)
- rod Chloephaga
  - husice andská – Chloephaga melanoptera (Eyton, 1838)
  - husice magellanská – Chloephaga picta (Gmelin, 1789)
  - husice patagonská – Chloephaga hybrida (Molina, 1782)
  - husice rudohlavá – Chloephaga rubidiceps Sclater, 1861
  - husice rudoprsá – Chloephaga poliocephala Sclater, 1857
- rod Neochen
  - husice orinocká – Neochen jubata (Spix, 1825)
- rod Tadorna
  - husice australská – Tadorna tadornoides (Jardine et Selby, 1828)
  - husice bělohlavá – Tachyeres leucocephalus (Humphrey et Thompson, 1981)
  - husice chocholatá – Tadorna cristata (Kuroda, 1917)
  - husice královská – Tadorna radjah (Lesson, 1828)
  - husice krátkokřídlá – Tachyeres brachypterus (Latham, 1790)
  - husice liščí – Tadorna tadorna (Linné, 1758)
  - kachyně parníková – Tachyeres pteneres (T. Forster, 1844)
  - husice patagonská – Tachyeres patachonicus (King, 1828)
  - husice rajská – Tadorna variegata (Gmelin, 1789)
  - husice rezavá – Tadorna ferruginea (Pallas, 1764)
  - husice šedohlavá – Tadorna cana (Gmelin, 1789)

Jako husice se někdy v češtině označuje i rod Cereopsis s jediným druhem husa (husice) kuří Cereopsis novaehollandiae.